# Dodge Omni 024
Der Dodge Omni 024 (ab 1981: Dodge 024) ist ein kompaktes Sportcoupé der zum Chrysler-Konzern gehörenden Marke Dodge. Es ist technisch von der fünftürigen Kompaktlimousine Dodge Omni abgeleitet, hat aber eine eigenständige Karosserie. Die Schwestermarke Plymouth verkaufte zur gleichen Zeit das weitestgehend baugleiche Coupé Plymouth Horizon TC3 (ab 1981: Plymouth TC 3).

## Modellgeschichte
Im Herbst 1978 erschienen die Coupé-Varianten von Dodge Omni und Plymouth Horizon mit der Technik der Limousinen, aber völlig eigenständiger Karosserielinie mit schräger Schnauze, Fließheck und in die Heckklappe integrierter Abrisskante. Ihr Radstand war von 252 auf 245,6 cm verkürzt, die Außenlänge fiel mit 439 cm allerdings um 20 cm größer aus.
Lieferbar waren die Coupés, wie die Limousinen, anfangs nur mit dem 1,7-Liter-Motor von Volkswagen und nur in einer Ausstattungsversion. Diese ließ sich allerdings durch ein Sport-Paket aufwerten.

## Besondere Modelle

### 024 De Tomaso und TC3 Turismo
Im Modelljahr 1980 erschien der Dodge Omni 024 DeTomaso, zu dem es kein Plymouth-Parallelmodell gab. Trotz des sportliche Assoziationen weckenden Namens, der auf den italienischen Sportwagenhersteller De Tomaso Bezug nahm, handelte es sich um ein reines Optikpaket; auch der De-Tomaso-Fahrer hatte sich mit 49 kW (66 PS) zu begnügen. Bei Plymouth gab es stattdessen ein neues Turismo-Paket, das Aluminiumräder, mattschwarzen Lack und einen sportiv aufgemachten Innenraum umfasste.
1981 war im DeTomaso der neue 2,2-Liter-Motor mit 62 kW (85 PS) serienmäßig, den es gegen Aufpreis auch in allen anderen Dodge- und Plymouth-Versionen des Coupés gab.

### Miser
Wie die Limousinen, so wurden auch die Coupés 1981/82 in Miser-Version mit spartanischer Ausstattung und längerer Achsübersetzung angeboten.

## Dodge Charger und Plymouth Turismo

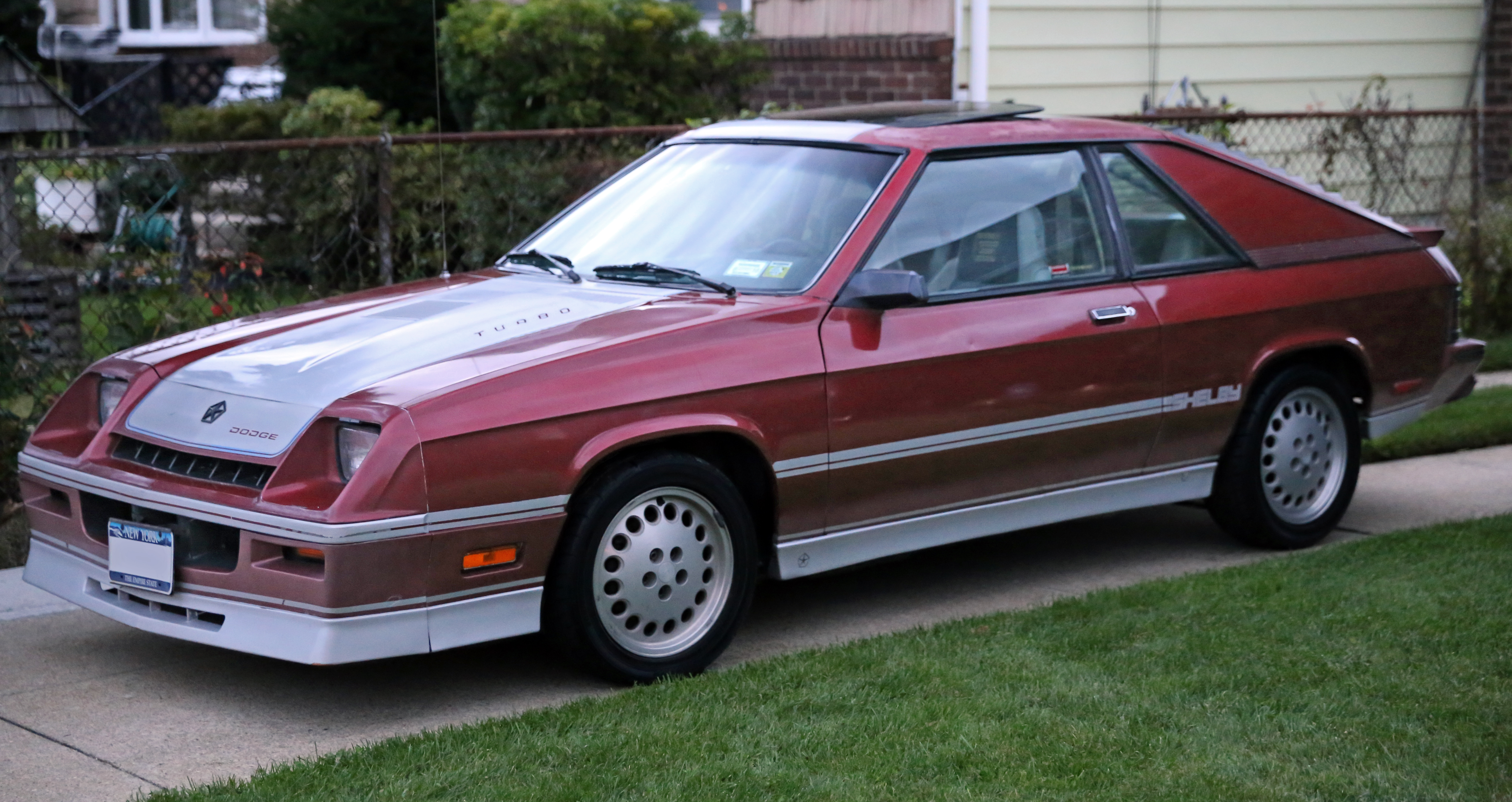
Dodge Charger (1983–1984)

Ab Modelljahr 1983 wurden die Modelle leicht verändert als Dodge Charger und Plymouth Turismo weitergebaut. Neu war bei beiden Varianten unter anderem die breitere  C-Säule. Ab 1984 gab es ein Facelift, bei dem unter anderem vordere Doppelscheinwerfer eingeführt wurden.

## Produktion
Insgesamt entstanden vom Dodge Omni 024 insgesamt ca. 170.000 Exemplare (davon 1952 in DeTomaso-Version und 14.400 Charger) und vom Plymouth Horizon TC3 etwas über 200.000 Stück (davon ca. 8000 Turismo).